# Im Sturm
Im Sturm (englischer Originaltitel: Red Storm Rising) ist ein Roman von Tom Clancy, der am 7. August 1986 erschien. Der Kriegsroman handelt von einem konventionellen Landkrieg in Westdeutschland und einem Seekrieg im Nordatlantik zwischen der NATO und dem Warschauer Pakt Mitte der 1980er Jahre.

## Stellung im Werk von Tom Clancy
Der Roman ist der Nachfolger von Jagd auf Roter Oktober aus dem Jahr 1984, im Original verlegt bei Naval Institute Press (N.I.P.). Nach dem großen Erfolg dieses ersten Werkes, geschrieben unter Verwendung von Informationen aus dem Seekriegs-Tabletop Harpoon, suchte Clancy den Entwickler des Spiels, den ehemaligen Marineoffizier Larry Bond auf. Die beiden Männer freundeten sich an und begannen einen Roman rund um Bonds Spielprojekt Convoy '84 zum Thema einer neuen Atlantikschlacht im Kontext eines konventionell geführten Dritten Weltkriegs zu entwickeln. Die Zusammenarbeit lief die meiste Zeit über Telefon ab, wobei Bond verschiedenartige US-Sowjet-Konfrontationen nachstellte und Clancy das Schreiben erledigte.
Im Januar 1985 hatten Clancy und Bond eine Gliederung und mehrere Kapitel geschrieben, Roter Oktober verkaufte sich bereits gut, war aber noch kein Bestseller. Zu der Zeit hatten die zwei bereits einen Vermittler, und große Verlage hatten ein Auge auf Clancy geworfen; Putnam Publishing bot Clancy und Bond einen Vorschuss in Höhe von 325.000 Dollar an.
Nach diesem Angebot sagte Clancy zu seinem ersten Verleger Naval Institute Press, dass er bleiben würde, wenn sie ein Angebot machten, das minimal 20 Prozent der Putnam-Offerte beträgt, doch N.I.P. wollte keine Bieterschlacht mit den großen Verlagshäusern, weshalb Clancy und Bond bei Putnam unter Vertrag kamen. Später wurde dieser 325.000-Dollar-Vertrag neu verhandelt und in einen „3 Bücher für 3 Millionen“-Vertrag umgewandelt.
Aufgrund dieses Verlagswechsels kam es zu Rechtsstreitigkeiten zwischen Clancy und N.I.P. Das ehemals gute Verhältnis zwischen Verleger und Autor kühlte sich ab, da N.I.P. auf Basis des ursprünglichen Vertrages zu Roter Oktober die Ansicht vertrat, dass die Vermarktungsrechte an der Figur „Jack Ryan“ weiterhin bei ihnen lägen und N.I.P. somit ein Anrecht auf Anteile der Erlöse für die folgenden Romane habe.
1987 erschien der Roman in französischer Sprache mit dem Titel Tempête Rouge, übersetzt von France-Marie Watkins unter Mitarbeit des französischen Konteradmirals Jean Sabbagh (1917–2006). Die deutsche Übersetzung wurde erst 1994 veröffentlicht, rund vier Jahre nach Ende des Kalten Krieges, unter dessen Eindruck das Buch offensichtlich verfasst wurde.

## Rezeption
Die ersten beiden Werke von Tom Clancy – Roter Oktober und Im Sturm – verblüfften die Kritiker mit ihren spannungsvollen Handlungen sowie dem ausgedehnten Wissen um Unterseeboote, Lenkwaffen, Computer, Satelliten und jeder weiteren Art von militärischem Gerät. Clancy sagte von sich, dass er niemals Zugang zu vertraulichen Informationen gehabt und häufig nur geraten habe, wobei Geheimdienstbeamte ihm später mitteilten, dass seine Vermutungen sehr nahe an der Realität lägen. Der Hauptkritikpunkt an Im Sturm ist, dass das Buch eine verharmlosende Darstellung des dritten Weltkrieges ohne Atomwaffeneinsatz sei. Clancy entgegnete daraufhin:

“Nobody wants to fight a nuclear war, least of all the people in the military. The whole point of having conventional forces is to be able to fight and win a war without having to blow the world up.”

„Niemand möchte einen Atomkrieg führen, am allerwenigsten die Menschen im Militär. Der ganze Sinn von konventionellen Streitkräften besteht ja darin, einen Krieg führen und gewinnen zu können, ohne gleich die Welt hochjagen zu müssen.“

Clancy sieht den Dritten Weltkrieg auch aus der Perspektive der verschiedenen Kommando-Operationen, wie die der SpezNas, welche den Auftrag hatten, durch überfallartiges Ausschalten taktischer Ziele die Großoffensive der Hauptkräfte einzuleiten.

„Ein Krieg, der Millionen in Mitleidenschaft ziehen sollte, begann mit verzweifelten Nachtkämpfen zwischen Einheiten in Zug- und Kompaniestärke.“

## Handlung
Nachdem islamistische Terroristen die größte Erdölraffinerie der Sowjetunion in Nischnewartowsk gesprengt haben, droht dem Land eine Wirtschaftskrise nie da gewesenen Ausmaßes. Kommunistische Hardliner in Moskau befürchten einen Versuch der NATO, das Land noch weiter zu destabilisieren, und beschließen, Erdölförderquellen im Nahen Osten militärisch zu erobern, um die Wirtschaft mit dem dortigen Öl zu stützen. Vorher soll die NATO so weit geschwächt werden, dass sie der Intervention zwangsweise zustimmen muss. Der KGB inszeniert als Ablenkungsmanöver (russisch Maskirowka) einen Bombenanschlag auf den Kreml, bei dem mehrere Menschen – darunter auch Kinder – ums Leben kommen, und präsentiert der Weltöffentlichkeit einen angeblichen westdeutschen Agenten als Attentäter, der jedoch in Wirklichkeit ein KGB-Agent ist.
Danach verkündet der sowjetische Generalsekretär die Mobilmachung der Roten Armee, um der angeblichen westdeutschen Bedrohung gegenüberzutreten. Tatsächlich wurde die sowjetische Armee bereits viel früher auf einen Krieg in Mitteleuropa vorbereitet. Die Täuschung funktioniert jedoch: Griechenland bleibt neutral, und angesichts der sowjetischen Übermacht verhält sich die Türkei ebenso. Auch andere NATO-Länder glauben den deutschen Unschuldsbekundungen erst, als ein Offizier der Speznas in Aachen zufällig angefahren wird und bei ihm gefundene Geheimpapiere der ACE-High-Station bei Lammersdorf und die Ergebnisse seines Verhörs an die NATO-Verbündeten weitergegeben werden: Die Sowjetunion plant Angriffe gegen NATO-Einrichtungen in Westdeutschland, von denen die meisten verhindert werden können. Nach der Eroberung Islands und Nordnorwegens durch sowjetische Fallschirmjäger hat die russische Marine freien Luftraum, um mit ihren Backfire-Bombern die NATO-Konvois im Atlantik anzugreifen. Bei einem Angriff auf einen amerikanisch-französischen Trägerverband wird der französische Flugzeugträger Foch versenkt, die US-Amerikaner verlieren das schwere Marine-Landungsschiff Saipan; die Flugzeugträger Nimitz und Saratoga sowie der Lenkwaffenkreuzer Ticonderoga werden schwer beschädigt. Außerdem werden drei weitere Fregatten und Zerstörer versenkt.
In Deutschland ist die Situation zum Zerreißen gespannt. Sowjetische Panzer stehen vor Hamburg, und Luftlandeverbände haben den Nord-Ostsee-Kanal eingenommen. Allerdings verläuft der Vormarsch der Sowjetarmee nicht wie geplant: Die sowjetischen Einheiten erleiden durch die sich heftig wehrenden NATO-Einheiten schwere Verluste, und die NATO-Jagdbomber (welche infolge einer tollkühnen Operation zu Beginn des Konflikts, während welcher es gelang, mit Hilfe des fiktiven Stealth-Flugzeugs F-19 mehrere der sowjetischen fliegenden Radarleitstände abzuschießen, über die Luftherrschaft über Europa verfügen) verzögern das Vorrücken stark. Nachdem der sowjetische Oberbefehlshaber West während eines Frontbesuches durch einen Luftangriff getötet worden ist, übernehmen der Oberbefehlshaber Südwest und sein Stellvertreter Alexejew den Befehl in Westdeutschland. Ihnen gelingt bei Alfeld mit dem Übergang über die Leine der Durchbruch durch die NATO-Linien. Als sechs Jagd-U-Boote der Los-Angeles-Klasse (Chicago, Boston, Providence, Pittsburgh, Key West und Groton) die Flughäfen der Backfire-Überschallbomber in Nordrussland mit Marschflugkörpern beschießen und damit die sowjetischen Möglichkeiten, die Geleitzüge im Atlantik zu versenken, erheblich einschränken und Angriffe sowjetischer U-Boote einen starken Konvoi nicht aufhalten können, wendet sich das Blatt. Beim Überqueren der Weser gelingt es den NATO-Truppen, mit der – in Frankreich gelandeten und nach Deutschland geschickten – Verstärkung sowjetische Verbände von ihrer Versorgungslinie abzuschneiden. Nahezu zeitgleich können amerikanische Marines Island zurückerobern. Doch dann verlangt das Politbüro von Alexejew (mittlerweile der neue Oberbefehlshaber West) den Einsatz von taktischen Nuklearwaffen, um den Feldzug doch noch erfolgreich abzuschließen. Daraufhin verbündet sich dieser mit dem Energieminister Sergetow, der schon im Vorfeld besonders heftigen Widerstand gegen den Krieg geäußert hatte, und dem KGB-Chef Kosow. Alexejew erobert mit Verstärkungstruppen, die durch Moskau transportiert werden, den Kreml und verhaftet die Politbüromitglieder, die den Krieg vorbereitet haben. Geheimdienstchef Kosow wird von einem Soldaten, dessen Tochter bei dem von Kosow inszenierten Bombenanschlag starb, erschossen. Sergetow wird neuer Generalsekretär der KPdSU, während zwei Unterstützer im Politbüro wichtige Ministerposten übernehmen und die Machtübernahme sichern. Alexejew und der NATO-Befehlshaber für Europa (SACEUR) schließen daraufhin einen Waffenstillstand in Potsdam.

### Operation Dreamland
Mit hoher Detailtreue beschreibt Clancy in Kapitel 17 „Die Traumland-Frisbees“ einen Erstschlag der USAF auf den stark verteidigten Luftabwehrschirm der DDR. Die Operation „Dreamland“ hat das Ausschalten sowjetischer AWACS-Flugzeuge vom Typ Berijew A-50/Il-76 Mainstay und in Phase 2 die Zerstörung wichtiger Nachschubrouten für die 2. Staffel des Warschauer Paktes zum Ziel. Sie beruht auf dem damaligen Follow-on-Forces-Attack-Konzept (FOFA), einer gezielten Bekämpfung der Nachschubkräfte des Warschauer Paktes. Die Mainstays koordinieren die Bewegungen von ca. 300 Kampfflugzeugen des Warschauer Paktes.
Colonel Douglas Ellington als Pilot und sein Kampfbeobachter Major Don Eisly fliegen in einem der fiktiven Lockheed F-19A Ghostrider (im Pilotenjargon auch „Frisbee“ genannt), einem geheimen Tarnkappenbomber, im Tiefflug mit einer Geschwindigkeit von 1157 km/h ihr erstes Ziel auf ostdeutschem Territorium an: die Mainstay, die über Magdeburg kreist. Die anderen Flugzeuge der F-19A-Staffel steuern die Positionen der weiteren vier Mainstays an. Über den Tieffliegern läuft derweil die erste Phase der Luftschlacht um Deutschland an. Bislang ist es jedoch noch nicht zu Feindseligkeiten gekommen. Hunderte von Kampfflugzeugen beider Seiten überqueren den Luftraum der jeweiligen Konfliktpartei und führen eine Reihe von Scheingefechten aus, wobei jeder versucht, den anderen zu einem Schusswechsel zu provozieren. Je mehr sich Ellington und Eisly ihrem Primärziel, der Mainstay, nähern, desto stärker werden ihre eigenen Radarsignale, die nicht länger unbemerkt bleiben. Ein MiG-25-Abfangjäger ist auf Anweisung des AWACS bereits auf der Suche nach dem amerikanischen Tarnkappenbomber, kann diesen jedoch nicht orten. Bevor sie vom Feuerleit- und Suchradar der Mainstay erfasst werden, löst Pilot Ellington im Steigflug bei einer Geschwindigkeit von 1600 km/h zwei AIM-9M-Sidewinder-Luftkampfraketen aus und vernichtet damit das Ziel. Auf einer über Straßburg kreisenden E-3A Sentry stellt der kommandierende Brigadegeneral und Befehlshaber der Operation „Dreamland“ fest, dass innerhalb von nur zwei Minuten alle fünf Frühwarnflugzeuge des Gegners abgeschossen wurden.
Damit beginnt Phase 2 der Operation. Aus dem Verband taktischer NATO-Kampfflugzeuge lösen sich 100 mit Smart-Bomben bewaffnete Tiefflieger vom Typ F-111A Aardvark und Tornado GR.1 heraus und folgen der zweiten „Frisbee“-Welle, um tief auf dem Territorium der DDR verschiedene Bodenziele anzugreifen. Nach einem Verband von Erdkampfflugzeugen starten Allwetter-Abfangjäger vom Typ F-15 Eagle und F-4 Phantom, um die nach der Vernichtung der Mainstays, ihrer „fliegenden Gefechtsstände“, führungslos gewordenen Jagdflugzeuge des Warschauer Paktes abzuschießen. Eine dritte Gruppe von NATO-Maschinen bekämpft die Radarstationen am Boden, welche nach Ausfall der Mainstays als Ersatz in Betrieb genommen werden müssen.
Jetzt beginnt der Angriff auf die Elbbrücke bei Hohenwarthe. Mit seinem Nachtsichtgerät erkennt Ellington, dass soeben eine Kolonne von T-80-Kampfpanzern die vierspurige Brücke passiert. Auf einer nahegelegenen Anhöhe befindet sich eine SAM-Batterie, die in Alarmzustand versetzt wird. Mittels Pave-Tack-Zielortungslaser wird das Hartziel illuminiert. Eine lasergesteuerte Paveway-Bombe GBU-15 mit 430 Kilogramm Hochbrisanzsprengstoff wird abgeworfen und trifft exakt den Scheitel am Nordbogen der Brücke. Drei weitere folgen und bringen das Bauwerk zum Einsturz. Zur gleichen Zeit greifen u. a. Tornados der Bundeswehr-Luftwaffe den Luftstützpunkt Mahlwinkel mit Streubomben an und zerstören damit eine komplette Staffel von Suchoi-Kampfjets. Im darauf folgenden Abwehrfeuer der SAM-Batterie wird eine Hochspannungsleitung getroffen. Das Feuergefecht überleben nur drei Aardvarks, das Ziel der Operation ist jedoch erreicht. Eine weitere Welle von F-15 öffnet einen Korridor für nachstoßende Jagdflugzeuge, die einen großen Teil der Luftflotte der UdSSR vernichtet, die jetzt nicht mehr über ihr AWACS-Leitsystem verfügt und außerdem keine Zeit für eine taktische Neuformierung hat. Abschließend betrachtet hat die Operation „Dreamland“ circa eine halbe Stunde gedauert und zu Verlusten von zwei F-19 und elf Jagdbombern geführt. Dafür wurden ca. 200 Allwetter-Jagdflugzeuge der Sowjetunion abgeschossen, weitere 100 wurden unabsichtlich von eigenen SAM-Raketen getroffen und der Luftverteidigung des Gegners wurde ein schwerer Schlag zugefügt. Durch diesen Sieg erringt die NATO zumindest in der Nacht die Luftüberlegenheit. Damit hat sie die sowjetischen Bodentruppen  ihrer Luftunterstützung beraubt und das Kräfteverhältnis wieder auf 1:1 nivelliert.

### Die Schlacht um Alfeld

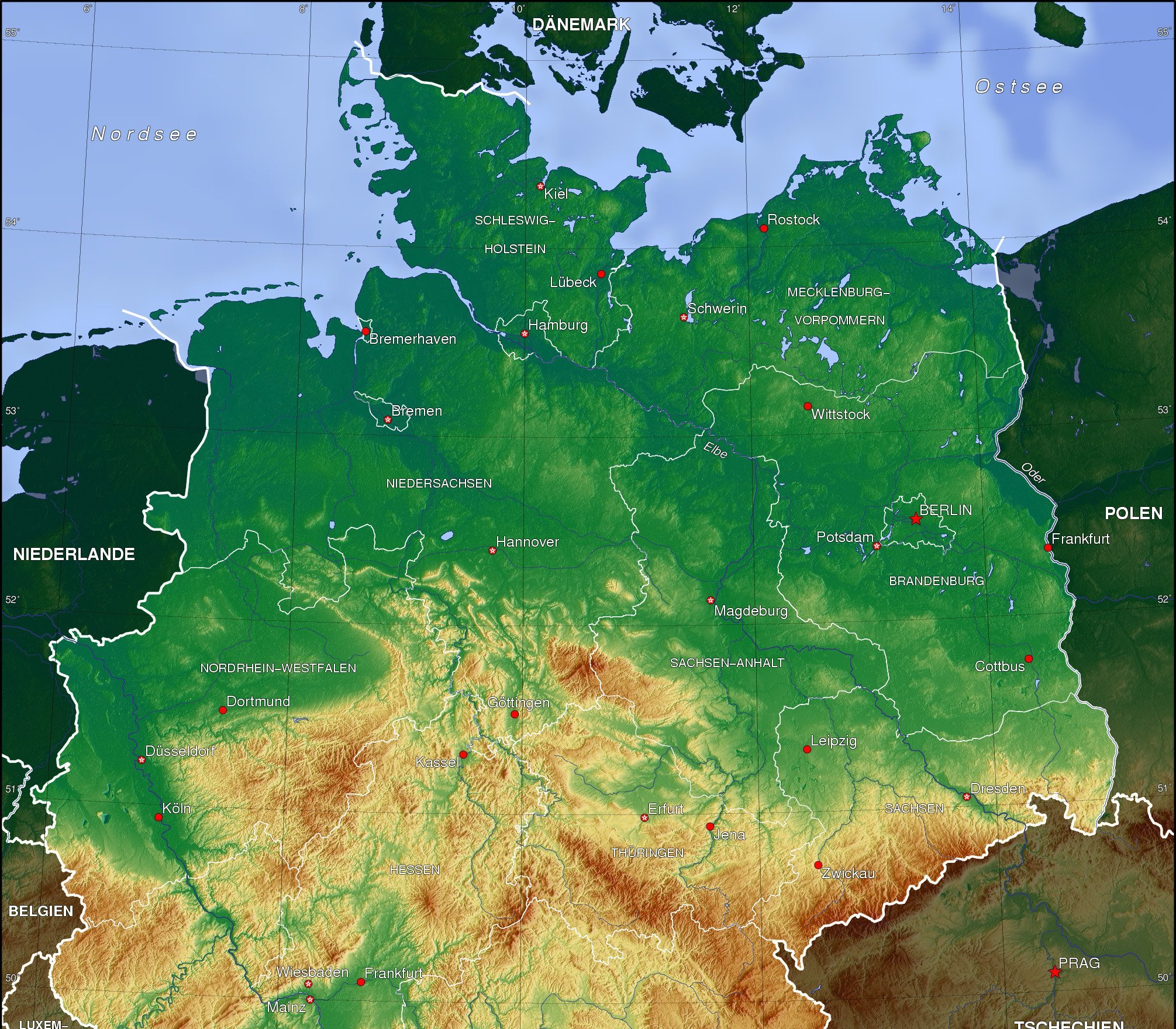
Das Norddeutsche Tiefland als Landschlachtfeld

Eine weitere sehr realitätsnahe Darstellung ist Clancy beim Szenario einer Landschlacht um Alfeld gelungen. Diese ist Gegenstand des Kapitel 28 „Durchbrüche“. Sowjetische Panzerspitzen versuchen, gleichsam unter schweren Verlusten, die für den weiteren Vormarsch strategisch bedeutsamen Leinebrücken zu nehmen. Den Streitkräften ROT stehen NATO-Verbände gegenüber, die sich aus Panzer- und Panzergrenadier-Einheiten der Bundeswehr und neben belgischen und US-amerikanischen, vorwiegend britischen Truppen zusammensetzen, wie dem mit Challenger-Kampfpanzern ausgestattetem 3rd Royal Tank Regiment. Der sowjetische Heeresgeneral Alexejew befiehlt bei fortgesetztem Druck auf die alliierten Verteidiger am Leineufer einem seiner Regimenter einen Umfassungsangriff, um den Gegner einzuschließen und aufzureiben. Der Hauptstoß soll bei Alfeld erfolgen. Eine deutsche Feldartillerie-Batterie kann aufgrund des Fernmeldeverkehrs den Divisionsgefechtsstand ROT ausfindig machen und durch einen konzentrierten Feuerschlag zerstören. Auf den durch unkontrollierte zivile Fluchtbewegungen verstopften Straßen Alfelds herrscht mittlerweile  das totale Chaos. Die NATO zieht, bis auf eine Panzereinheit zur Flankendeckung, alle Verbände vom östlichen Leineufer ab und lässt US-amerikanische Panzergrenadierverbände in den westlichen Hügeln in Stellung gehen. Der erste sowjetische Angriff auf das durch Artilleriebeschuss völlig verwüstete Alfeld bleibt unter blutigen Verlusten stecken. Dabei werden die Hälfte aller Kampf- und Schützenpanzer von ROT zerstört. Es gelingt den MOT-Schützen mit Panzerabwehrraketen nur unzulänglich, NATO-Gefechtsfahrzeuge zu vernichten, da die Lenkdrähte häufig in den Trümmern abreißen. Eine der drei Leinebrücken wird durch Raketenbeschuss zerstört, als die angreifenden Truppen ROT im Stadtzentrum auf erbitterten Widerstand stoßen und Unterstützung durch Raketenartillerie anfordern, deren Geschosse auch auf die Brücken fallen. Dies vereitelt einen raschen Gewässerübergang. Das Flussufer der Leine ist steil, so dass amphibische Panzer keine Möglichkeit zum Übersetzen haben. Jetzt sollen Pioniere, unter dem Feuerschutz von SAM- und Flakbatterien, mit Sturmbooten und Pontonbrücken einen Übergang schlagen. Nach einem harten Panzergefecht zwischen T-80 und Chieftain gelingt es einer Kompanie ROT, über den Fluss zu setzen. Alexejew meldet den Durchbruch und fordert bei der 8. Gardearmee Luftnahunterstützung sowie Kampfhubschrauber an, um den Brückenkopf an Brücke 439 zu halten. Es gelingt ihnen, ein volles Bataillon mechanisierter Infanterie über den Fluss zu schaffen und mehrere Gegenangriffe auf den Brückenkopf abzuschlagen. Die Schlacht um Alfeld, die ursprünglich lediglich als begrenzter Angriff geplant war, entwickelt sich zum Brennpunkt an der Front und bindet große Menge an Ressourcen. Auf der anderen Seite ist die Artillerie von drei NATO-Brigaden auf diese Stelle fokussiert. Aufgrund des großen Durcheinanders und des Versagens von Freund-Feind-Erkennung haben die SAM-Batterien den Befehl erhalten, auf alle Flugobjekte über der „offenen Feuer-Frei-Zone“ von Alfeld zu schießen. Die 20. Panzerdivision ROT meldet, dass sie die von den Amerikanern gehaltenen Hügel nördlich der Stadt eingenommen haben. Nach und nach können mehrere Divisionen die Leine überqueren und die Schlacht von Alfeld entwickelt sich zu einem taktischen Sieg für die Sowjetarmee. Als nächstes Ziel wird die Kreisstadt Hameln ausgewiesen, um die nördlichen Heeresgruppen der NATO abzuschneiden.

## Schauplätze

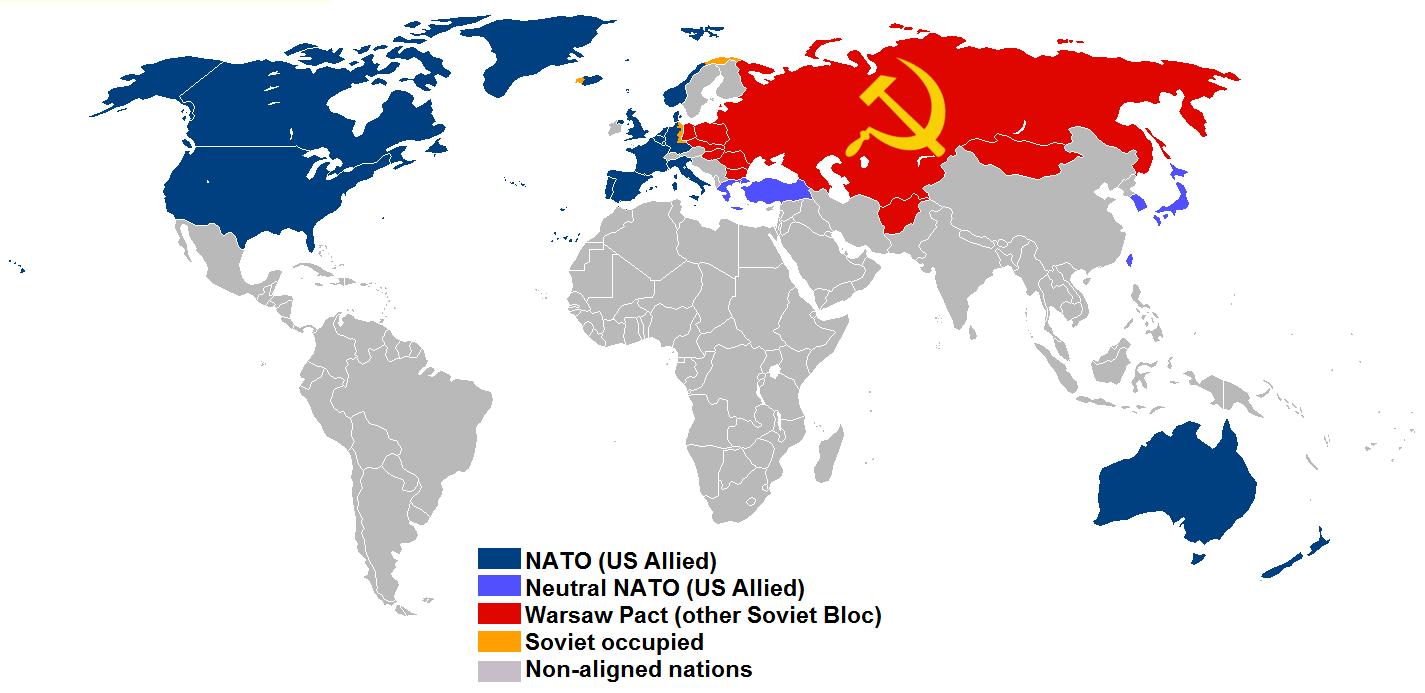
Die Welt Im Sturm

Die dargestellten Kriegsschauplätze stehen für das gesamte Bild und nehmen teilweise Rückgriff auf andere Orte, die nur angesprochen werden.
- Norddeutsches Tiefland, genauer Niedersachsen, vor allem das Gebiet von Alfeld bis zur Weser unter Erwähnung der Front bis nach Hamburg und Hannover.
- Island, während der Eroberung durch sowjetische Fallschirmjäger und der Okkupation bis zur Rückeroberung durch amerikanische Truppen
- Barentssee, vor allem während der U-Boot-Mission Operation Doolittle
- Nordatlantik, mit dem Angriff auf den amerikanisch-französischen Trägerverband und auf die Geleitzüge mit Backfire-Bombern, später auch durch U-Boote
- Schottland, als Basis amerikanischer Abfangjäger
- Moskau
- die östlichen Vereinigten Staaten

Die Wahl von Bieben als erster Ort, an dem Landgefechte in Deutschland geschildert werden, beruht wahrscheinlich auf einem Irrtum. Es liegt auf dem Weg nach Alsfeld (mit s), durch das die Schwalm fließt. Im weiteren Verlauf wird um Alfeld (ohne s) an der Leine, ca. 140 km nördlich, gekämpft.

## Personen
Der Erzählstil des Romans springt zwischen mehreren Handlungssträngen hin und her, die die Erlebnisse unterschiedlicher Personen auf beiden Seiten erzählen:
- Bob Toland: Marinereservist und Nachrichtenoffizier der National Security Agency (NSA), der den Angriff auf die Nimitz überlebt und anschließend bei der Koordination der NATO-Luft- und Seestreitkräfte im Atlantik hilft.
- Ed Morris: Kommandant der U-Jagdfregatte Pharris, die unter seinem Kommando von einem Torpedo schwer beschädigt wird, und anschließend der Lenkwaffenfregatte Reuben James.
- Dan McCafferty: Kommandant des U-Boots Chicago, Freund von Ed Morris und Bob Toland.
- Jerry „The Hammer“ O’Malley: amerikanischer Hubschrauberpilot mit Kampferfahrung im Vietnamkrieg, der unter Morris auf der Reuben James dient.
- Michael Edwards: Meteorologe der US Air Force auf Island, entkommt mit drei Marines den sowjetischen Truppen und trägt mit seinen Beobachtungen, die er per Funk an einen NATO-Nachrichtendienst weitergibt, entscheidend zur Rückeroberung Islands bei.
- Vigdis: Zwanzigjährige schwangere Isländerin, der von Edwards und seinem Trupp das Leben gerettet wird, nachdem sie von russischen Fallschirmjägern vergewaltigt und ihre Eltern von den Russen ermordet worden sind.
- Terry Mackall: Panzersoldat in Deutschland.
- Douglas „Duke“ Ellington: Pilot eines F-19A Ghostrider-Stealth-Jägers in Westdeutschland.
- Amy „Buns“ Nakamura: amerikanische Pilotin, die zunächst drei sowjetische Bomber abschießt, anschließend zwei Spionagesatelliten mittels der ASAT-Rakete zerstört und damit erstes weibliches Fliegerass wird.
- Eugene Robinson: Oberbefehlshaber der Alliierten in Europa (Supreme Allied Commander Europe (SACEUR)).
- William Calloway und Patrick Flynn: Korrespondenten von Associated Press (Flynn) und Reuters (Calloway), die zuerst aus Russland und dann von den alliierten Schiffsverbänden berichten.
- Pawel Leonidowitsch „Pascha“ Alexejew: Sowjetischer General in Deutschland mit Siegeszweifeln, der später zum Oberbefehlshaber West aufsteigt.
- Michail Eduardowitsch „Mischa“ Sergetow: Sowjetischer Energieminister, versucht den Einsatz von Nuklearwaffen zu verhindern und wird nach einem Staatsstreich Generalsekretär des Zentralkomitees der KPdSU.
- Iwan Michailowitsch „Wanja“ Sergetow: Sein Sohn, Adjutant von Alexejew.
- Pjotr „Petja“ Bromkowski: Mitglied des Politbüros und Veteran des Zweiten Weltkrieges.
- Boris Kosow: Chef des KGB, der aus gesundheitlichen Gründen Macht an seinen Stellvertreter abgeben muss.

## Spiele-Adaptionen
- Die US-amerikanische Computerspielefirma MicroProse veröffentlichte 1989 ein U-Boot-Spiel unter dem Namen Red Storm Rising.
- Mit dem Originaltitel des Buches, Red Storm Rising, wurde auch das einen Konflikt in Mitteleuropa nachstellende Szenario aus der ebenfalls von MicroProse veröffentlichten Flugsimulation F-15 untertitelt.
- 1989 brachte der US-amerikanische Rollenspielverlag Tactical Studies Rules (TSR) ein von Douglas Niles entworfenes Brettspiel heraus, das auf dem Roman basiert. Das Spiel gewann 1989 bei den US-amerikanischen Origins Awards die zwei Kategorien „Best Modern-Day Boardgame“ und „Best Graphic Presentation of a Boardgame“.[10]

## Trivia
Der im Roman erwähnten Tarnkappen-Jäger F-19A Ghostrider existiert nicht; tatsächlich saß Clancy beim Schreiben des Buches einem weit verbreiteten Irrtum auf, der 1984 durch die Veröffentlichung eines Flugzeug-Modellbausatzes mit dieser Bezeichnung hervorgerufen worden war. F-19 war tatsächlich eine Tarnbezeichnung der Lockheed F-117, die dem Modell jedoch kaum ähnlich sah.
Einem Dokument zufolge, welches das britische Nationalarchiv The National Archives im Dezember 2015 veröffentlichte, empfahl der US-amerikanische Präsident Ronald Reagan (1911–2004) der Premierministerin des Vereinigten Königreichs Margaret Thatcher (1925–2013) das Lesen des Romans, kurz nach dem Gipfeltreffen in Reykjavík 1986 zwischen ihm und dem sowjetischen Generalsekretär des Zentralkomitees Michail Gorbatschow, um die Absichten und Strategien der Sowjetunion besser zu verstehen.
In der englischen Ausgabe stimmen einige deutsche Bezeichnungen nicht:
- „Staatspolizei“: Es gab eine Sonderpolizei des Bundes, den Bundesgrenzschutz sowie die Polizeien der Länder.
- „Staatspolizeileitstellen“ waren Organisationseinheiten der Gestapo 1933 bzw. 1936–45. Der im Buch geschilderte Spetsnaz-Fall wäre wahrscheinlich vom Bundeskriminalamt übernommen worden.
- „Landwehr“: Der Begriff wurde primär bis zum kaiserlichen Heer, kaum in der Wehrmacht, verwendet. Die Reserve der Bundeswehr hat keinen besonderen Namen, die „Landwehr“-Einheiten im Buch wären als „Reserve“ bzw. „Reserveeinheiten“ bezeichnet worden.

In Deutschland wurde der Hubschrauber Gazelle nur in zwei Polizeifliegerstaffeln, aber nicht (wie durch die belgische und britische Armee) als Panzerabwehrhubschrauber eingesetzt.